# Route nationale 13 (Algérie)
Pour les articles homonymes, voir Route nationale 13.
La Route nationale 13 (N13) est une route nationale algérienne reliant  Arzew dans la wilaya d'Oran à la Frontière algéro-marocaine.

## Parcours
N11 à Arzew
W40A et W27 à Lac télamine
W41 à Boufatis
A62et N4 et W35 à Oued tlélat
A3 et N4 à Zahana
W98 à Hai Nasr 
W25 et A3 à Ain el Berd
W5 à sidi hamadouche
W37à Sidi brahim
Rocade N de Sidi-bel-Abbès et N7 et W4 et N95 à Sidi-bel-Abbès
W78 à Forêt de tenira
N17C à Louza
N109 à Teghalimet
N94 et W79 à Télagh
W39 à Dhaya
N104 et N95 et W103 à Ras el Ma
N22 et N99 à El Aricha
Fin de N13 à les frontières Algéro-marocaine 